# ارواح مردگان
ارواح مردگان (انگلیسی: Spirits of the Dead) یا تاریخ شگفت‌انگیز فیلمی در ژانر ترسناک به کارگردانی روژه وادیم، لویی مال و فدریکو فلینی است که در سال ۱۹۶۸ منتشر شد.

## بازیگران
- جین فوندا
- ترنس استامپ
- بریژیت باردو
- پیتر فوندا
- آلن دلون
- جیمز رابرتسن جاستیس
- اومبرتو دورسی
- سالوو رندونه
- میلنا ووکوتیک
- سرژ مارکان
- میمو پُلی
- فردینان گیوم
- رنتسو پالمر
- ارنستو کولی
- فدریکو بوئیدو
- فرانسواز پِـرِوو
- کاتیا کریستین
- داکار
- جان کارلسن
- ماریسا تراورسی